# Давыдовка (Черновицкая область)
Давыдо́вка (укр. Давидівка) — село в Сторожинецкой городской общине Черновицкого района Черновицкой области Украины.
Население по переписи 2001 года составляло 3115 человек. Телефонный код — 3735. Код КОАТУУ — 7324583001.

## История
В 1946 г. Указом ПВС УССР село Давидены переименовано в Давыдовку.
До 2020 года входило в Сторожинецкий район

## Известные уроженцы
- Шмидт, Йозеф (1904—1942) — оперный певец (тенор) еврейского происхождения.